# Sozópolis (Pisídia)

Mapa das dioceses da Ásia Menor, onde consta a Pisídia

Sozópolis (em grego clássico: Σωζόπολις; em latim: Sozopolis) também chamada Apolónia (português europeu) ou Apolônia (português brasileiro) durante o período Selêucida, foi uma cidade de Pisídia (Anatólia) situada a norte de Termesso, numa planície rodeada de montanhas.
Segundo alguns especialistas, a cidade corresponderia à moderna Souzou, a sul de Aglasoun ou Uluborlu, porém pesquisas arqueológicas não foram ainda realizadas, o que compromete o reconhecimento do local. Segundo consta, Severo de Antioquia nasceu nesta cidade. Foi uma sé titular da Igreja Católica. O ícone de Teótoco, cuja festa litúrgica é celebrada a 3 de setembro pela Igreja Ortodoxa, teve origem em Sozópolis.
Foram encontrados fragmentos em grego da narrativa Res Gestae Divi Augusti na  região.